# Diocèse d'Aarhus
Le diocèse d'Aarhus est l'un des diocèses de l'Église luthérienne du Danemark. Son siège épiscopal se situe à la cathédrale d'Aarhus.
Son territoire couvre la partie est du Jutland-Central.